# Том Уейтс
Томъс Алън Уейтс (на английски: Thomas Alan Waits) е американски певец, актьор, композитор и автор на песни.
Уейтс има специфичен разпознаваем глас, описан от критика Даниел Дърхолц като звучащ „сякаш е накиснат в казан с бърбън, опушван за няколко месеца, след което изваден навън и прегазен от кола“. Със своето характерно ръмжене, вмъкването в рока на елементи от по-стари стилове, като блус, джаз и водевил, и експериментални тенденции на ръба на индъстриъл, Уейтс изгражда свой специфичен музикален стил. Освен това той е автор на музика за филми и пиеси, играе поддържащи роли във филми като „Дракула“ (1992). Изпълнява и една от главните роли в „Извън закона“ (1986). Номиниран е за Оскар за работата си по саундтрака на „Волята на сърцето“ (1982).
По отношение на текстовете, песните на Уейтс често представят характерни гротескови портрети, занемарени герои и места, макар че сред тях има и по-обичайни балади. Въпреки че песните му рядко са излъчвани по радиото и телевизията, той има много лоялни последователи и вдъхновява голям брой музиканти. Много негови песни са познати на публиката като кавъри на по-комерсиално ориентирани изпълнители: „Jersey Girl“, изпълнявана от Брус Спрингстийн, „Ol' '55“, изпълнявана от Ийгълс, „Downtown Train“, изпълнявана от Род Стюарт. Въпреки че албумите на Том Уейтс са приемани със смесен търговски успех в родните за него Съединени щати, понякога те са успявали да придобият златен статут в други страни. Номиниран е за различни големи музикални награди, а за два свои албума, „Bone Machine“ и „Mule Variations“, е получавал наградата Грами.
Понастоящем Том Уейтс живее в Помона, Калифорния със съпругата си Катлийн Бренан и трите си деца.

## Дискография
| Година | Заглавие                              | Допълнителна информация | Лейбъл | U.S. Billboard 200 peak | Класация за албуми на Обединеното кралство peak |
| ------ | ------------------------------------- | --- | ------ | ----------------------- | ----------------------------------------------- |
| 1973   | Closing Time                          | | Asylum |                         | -                                               |
| 1974   | The Heart of Saturday Night           | | Asylum |                         | -                                               |
| 1975   | Nighthawks at the Diner               | Записан на живо в студио пред малко публика.                                                                                                 | Asylum | #164                    |                                                 |
| 1976   | Small Change                          | | Asylum | #89                     |                                                 |
| 1977   | Foreign Affairs                       | | Asylum | #113                    |                                                 |
| 1978   | Blue Valentine                        | | Asylum | #181                    |                                                 |
| 1980   | Heartattack and Vine                  | | Asylum | #96                     |                                                 |
| 1982   | One from the Heart                    | С Кристъл Гейл; Саундтрак за филм на Франсис Форд Копола Саундтракът е номиниран за Оскар за оригинална музика.                              | CBS    |                         | -                                               |
| 1983   | Swordfishtrombones                    | | Island | #167                    | #62                                             |
| 1985   | Rain Dogs                             | | Island | #188                    | #29                                             |
| 1987   | Franks Wild Years                     | Съвместна работа с Беноа Кристи | Island | #115                    | #20                                             |
| 1988   | Big Time                              | Лайв албум, Филм, Видео | Island | #152                    | #84                                             |
| 1992   | Night on Earth                        | Саундтрак за филм със същото име на Джим Ямуш                                                                                                | Island | -                       | -                                               |
| 1992   | Bone Machine                          | Спечелил Грами за Най-добър алтърнатив албум                                                                                                 | Island | #176                    | #26                                             |
| 1993   | The Black Rider                       | Сътрудничество с Уилям С. Бъроуз и Робърт Уилсън                                                                                             | Island | #130                    | #47                                             |
| 1999   | Mule Variations                       | Спемелил Грами за Най-добър съвременен фолк албум                                                                                            | ANTI-  | #30                     | #9                                              |
| 2002   | Blood Money                           | Музика за версията на Робърт Уилсън (Кино Режисьор) на пиесата Woyzeck                                                                       | ANTI-  | #32                     | #21                                             |
| 2002   | Alice                                 | Музика за пиесата на Робърт Уилсън (Кино Режисьор) със същото име.                                                                           | ANTI-  | #33                     | #20                                             |
| 2004   | Real Gone                             | | ANTI-  | #28                     | #16                                             |
| 2006   | Orphans: Brawlers, Bawlers & Bastards | Колекция от 3 диска на нови и стари записи. Номиниран за Грами в категория Най-добър съвременен фолк албум /Americana Album.                 | ANTI-  | #74                     | #49                                             |
| 2009   | Glitter and Doom Live                 | Колекция от два диска с музика, изпълнена на живо от Glitter and Doom Tour през лятото на 2008 г. в Обединеното кралство и Съединените щати. | ANTI-  | -                       | #76                                             |
| 2011   | Bad as Me                             | |        |                         |                                                 |